# ملوین کپیتال
ملوین کپیتال (انگلیسی: Melvin Capital) شرکت سرمایه‌گذاری آمریکایی است، که در سال ۲۰۱۴ تأسیس شد.